# Thể thao dưới mặt nước
Thể thao dưới mặt nước hay thể thao dưới nước là nhóm các môn thể thao cạnh tranh sử dụng một hay kết hợp các kỹ thuật lặn sau - nín thở, lặn ống thở hoặc lặn bình khí cộng thêm việc sử dụng các thiêt bị hỗ trợ như mặt nạ lặn và chân nhái. Các môn thể thao này được tiến hành trong môi trường tự nhiên, tại các địa điểm như sông, biển hay các nguồn nước giới hạn như hồ và trong môi trường nước nhân tạo như bể bơi. Các môn thể thao dưới mặt nước gồm có - aquathlon, bơi chân vịt (hay "lặn"), lặn tự do, săn cá dưới nước (spearfishing), lặn thể thao, bóng đá dưới nước, khúc côn cầu dưới nước, khúc côn cầu trên băng dưới nước, chạy định hướng dưới nước, chụp ảnh dưới nước, rugby dưới nước, bắn mục tiêu dưới nước.

## Cơ quan điều hành
Phần lớn các bộ môn dưới đây được quản lý bởi CMAS. Các tổ chức khác tham gia vào công tác quản lý và điều hành gồm có AIDA International World Aquachallenge Association lần lượt điều hành lặn tự do và hockey dưới nước đồng thời với CMAS. Manitoba Underwater Council quản lý bóng đá (bầu dục) dưới nước.

## Các môn thể thao

### Aquathlon
Aquathlon (hay đấu vật dưới nước) là môn thể thao nơi người chơi với mặt nạ và chân nhái sẽ vật nhau dưới nước với mục đích giật dải ruy băng khỏi mắt cá chân của đối thủ, qua đó chiến thắng. Cuộc đấu diễn ra trong phạm vi võ đài hình vuông rộng 5 m nằm trong lòng một bể bơi, gồm ba hiệp, mỗi hiệp 30 giây, cộng thêm một hiệp thứ tư nếu hai bên hòa nhau. Môn này ra đời từ những năm 1980 tại Liên Xô và lần đầu được thi đấu quốc tế vào năm 1993. Môn được Confédération Mondiale des Activités Subaquatiques (Liên đoàn hoạt động thể thao dưới nước thế giới – CMAS) công nhận vào năm 2008.

### Bắn mục tiêu dưới nước
Bắn mục tiêu dưới nước là môn thể thao kiểm tra khả năng sử dụng súng bắn xiên chính xác và khả năng nín thở hay lặn tự do của người chơi. Môn thể thao này được phát triển ở Pháp đầu những năm 1980.

### Bóng bầu dục dưới nước

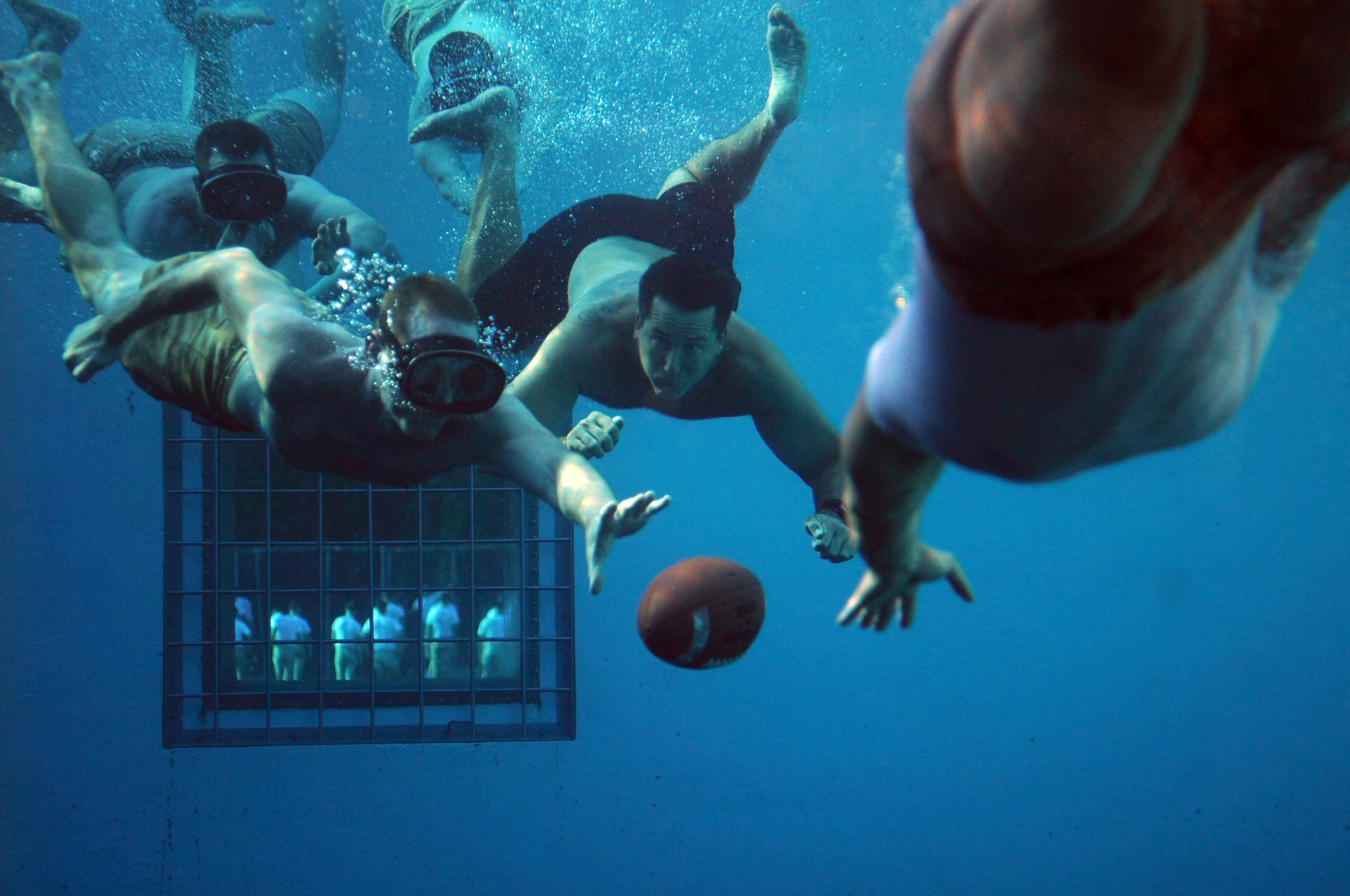
Trận bóng bầu dục dưới nước giữa các quân nhân của Hải quân Hoa Kỳ tại Panama City, Florida vào ngày 3 tháng 6 năm 2011.

Bóng bầu dục dưới nước hay bóng đá dưới nước (underwater football) là môn thể thao dưới nước đối kháng có các yếu tố giống với hockey dưới nước và rugby dưới nước. Môn được chơi trong lòng một hồ bơi với các dụng cụ lặn vòi hơi (mặt nạ, vòi hơi, và chân vịt).

### Bơi chân vịt
Bơi chân vịt, bơi chân nhái hay lặn là môn thể thao dưới nước bao gồm bốn kĩ thuật bơi lội, có thể ở trên mặt nước và sử dụng vòi hơi cùng chân nhái đơn (một chân nhái lồng vào hai chân) hoặc chân nhái đôi (mỗi chân đeo một chân nhái); hoặc thi đấu dưới mặt nước và sử dụng chân nhái đơn  đồng thời nín thở hoặc thi đấu dưới mặt nước với dụng cụ lặn bình khí tuần hoàn mở. Các nội dung khoảng cách thi đấu giống với môn bơi cho cả hai địa điểm trong hồ bơi và ngoài trời. Các cuộc thi đấu ở đẳng cấp châu lục và quốc tế được CMAS tổ chức.  Giải vô địch thế giới đầu tiên được tổ chức năm 1976. Môn thể thao này cũng được góp mặt ở World Games với tư cách môn thể thao phong trào vào năm 1981 và được biểu diễn tại Universiade tháng 7 năm 2013.

### Chạy định hướng dưới nước
Chạy định hướng dưới nước sử dụng thiết bị lặn bình hơi tuần hoàn mở với các nội dung đồng đội và cá nhân diễn ra cả trong bể bơi lẫn ngoài trời nhằm kiểm tra khả năng định hướng dưới mặt nước của người tham gia. Người chơi sẽ bơi theo một lộ trình được đánh dấu trên bản đồ do ban tổ chức chuẩn bị sẵn, cùng một la bàn và đồng hồ đếm khoảng cách đã vượt qua. Môn này được phát triển tại Liên bang Xô viết cuối thập niên 1950 và chủ yếu chơi tại châu Âu.

### Chụp ảnh dưới nước
Chụp ảnh dưới nước là môn thể thao được CMAS quản lý trong đó các đội thí sinh dùng hệ thống máy ảnh kĩ thuật số dưới nước cùng lặn tại các địa điểm nước mặn trong cùng một lúc trong thời gian hai ngày. Các hình ảnh kĩ thuật số được nộp lên sau đó sẽ được đánh giá và xếp hạng bởi một ban giám khảo, những người đánh giá trên 5 hạng mục ảnh để cuối cùng tính tổng điểm. Môn thể thao được phát triển từ trước năm 1985 như một sự kiện chụp ảnh bằng phim.

### Khúc côn cầu dưới nước

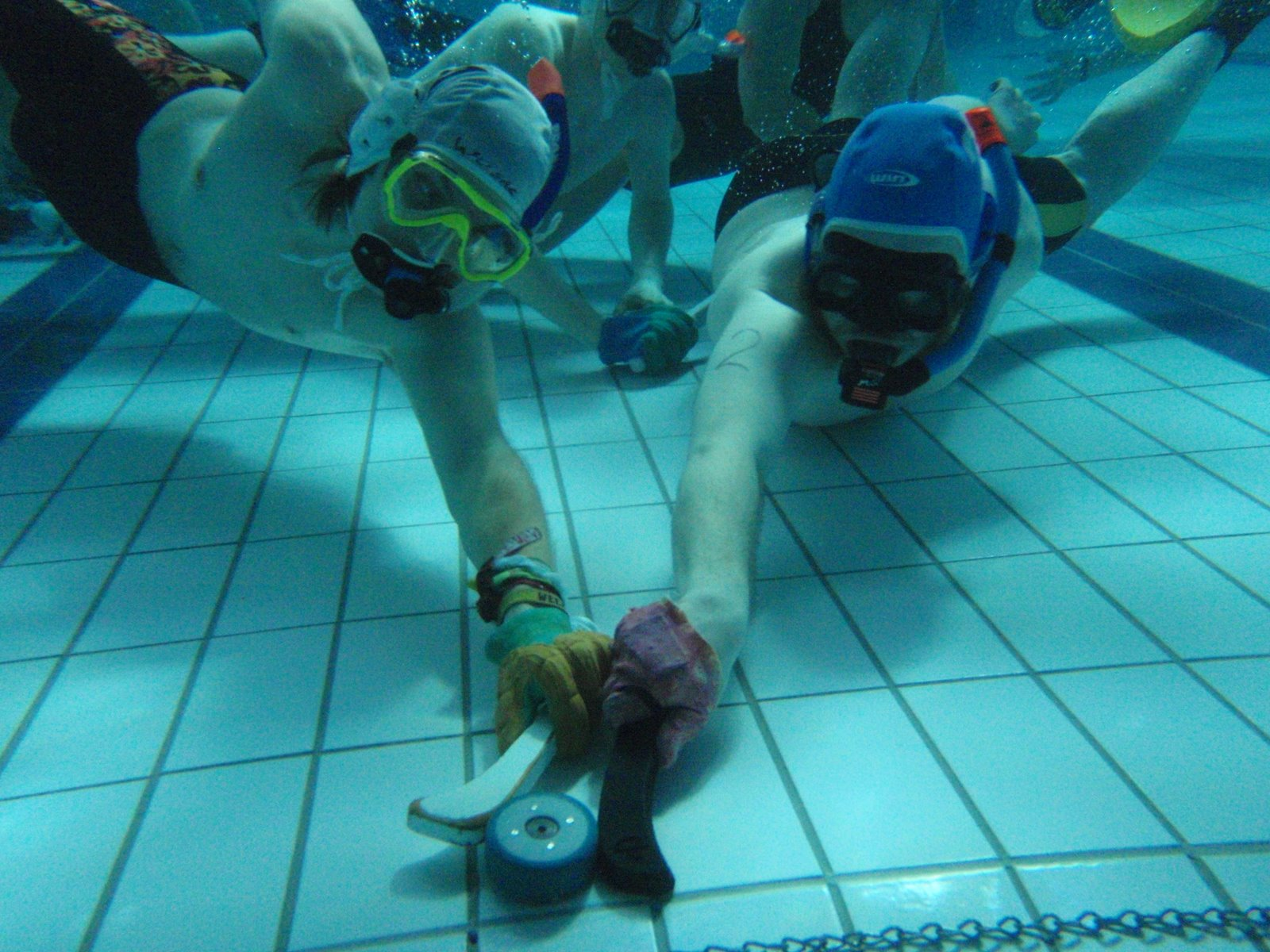
Hai vận động viên giành cầu tại tại giải Sinh viên đại học quốc gia Vương quốc Liên hiệp Anh 2009 ở Đại học Bangor, Wales.

Khúc côn cầu dưới nước hay hockey dưới nước (underwater hockey, viết tắt là UWH; còn gọi là môn octopush) là môn thể thao hạn chế va chạm trong đó hai đội điều khiển trái puck ở dưới đáy hồ bơi và làm sao để đưa trái puck đó vào khung thành đối phương bằng một cây gậy ngắn. Môn có nguồn gốc từ Anh vào năm 1954 khi người sáng lập câu lạc bộ Southsea Sub-Aqua Club sáng tạo ra trò chơi nhằm duy trì sự hứng thú và năng động của các thành viên trong câu lạc bộ vào những tháng trời lạnh khi việc lặn ngoài trời không còn gây hứng thú. Giải vô địch thế giới của môn hockey dưới nước tổ chức lần đầu ở Canada năm 1980 sau nỗ lực bất thành trước đó vào năm 1979 do tình hình chính trị quốc tế. CMAS là tổ chức điều hành của môn thể thao.

### Khúc côn cầu trên băng dưới nước
Khúc côn cầu trên băng dưới nước là môn thể thao mạo hiểm đóng vai trò biến thể của môn khúc côn cầu trên băng. Trong môn này người chơi thi đấu trong trạng thái lộn ngược bên dưới ao hay hồ bị đóng băng. Người chơi đeo mặt nạ, chân vịt và bộ đồ lặn và tận dụng mặt dưới của bề mặt băng làm sân chơi cùng một puck nổi được. Các đấu thủ không sử dụng bất kỳ thiết bị thở nào mà trồi lên mặt nước để thở cứ 30 giây một lần.

### Lặn thể thao
Lặn thể thao là môn thể thao sử dụng trang bị lặn bình khí tuần hoàn mở, bao gồm một chuỗi các nội dung cá nhân và đồng đội, được tiến hành trong một hồ bơi nhằm đánh giá trình độ kĩ thuật lặn bình khí của người tham gia. Môn được phát triển ở Tây Ban Nha cuối thập niên 1990 và được tổ chức chủ yếu ở châu Âu.

### Lặn tự do

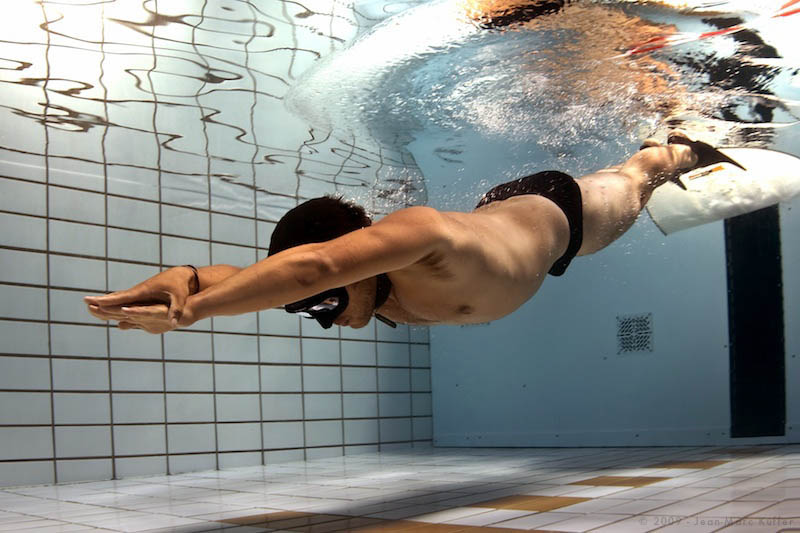
Vận động viên lặn tự do dùng chân vịt đơn trong cuộc thi ở bể bơi tại Luân Đôn, 2009.

Lặn tự do (free diving hay lặn nín thở) mang tính cạnh tranh hiện được quản lý bởi hai hiệp hội thế giới: AIDA International (International Association for Development of Apnea – Hiệp hội Phát triển Môn nín thở Quốc tế) và CMAS. Hầu hết các loại hình lặn tự do có chung đặc điểm là môn thể thao dựa trên thành tích cá nhân xuất sắc nhất. Ngoại lệ là giải vô địch đồng đội thế giới do AIDA tổ chức, khi đó tổng kết quả của cả đội là kết quả đem ra phân hạng. Hiện có 9 nội dung được các cơ quan điều hành chính thức sử dụng và khoảng hơn chục nội dung tập luyện tại địa phương. Cả nam và nữ đều có thể thi đấu ở tất cả các nội dung. Khi thi đấu ngoài trời thì không có sự phân biệt về môi trường thi đấu trong cách tính thành tích. Các nội dung của AIDA có thể được diễn ra với tư cách là một cuộc thi đấu hoặc một nỗ lực lập kỷ lục, ngoại trừ các nội dung variable weight và no limits khi chỉ là các nội dung nhằm xác lập kỷ lục thuần túy.

### Quay phim dưới nước
Quay phim dưới nước là môn thể thao dưới nước sử dụng bình khí do CMAS quản lý, trong đó các đội sẽ sử dụng các thiết bị quay phim kỹ thuật số đều lặn xuống các vùng nước cùng một lúc và thi đấu trong thời gian hai ngày. Video quay được sẽ được giám khảo chấm điểm và xếp hạng.

### Rugby dưới nước

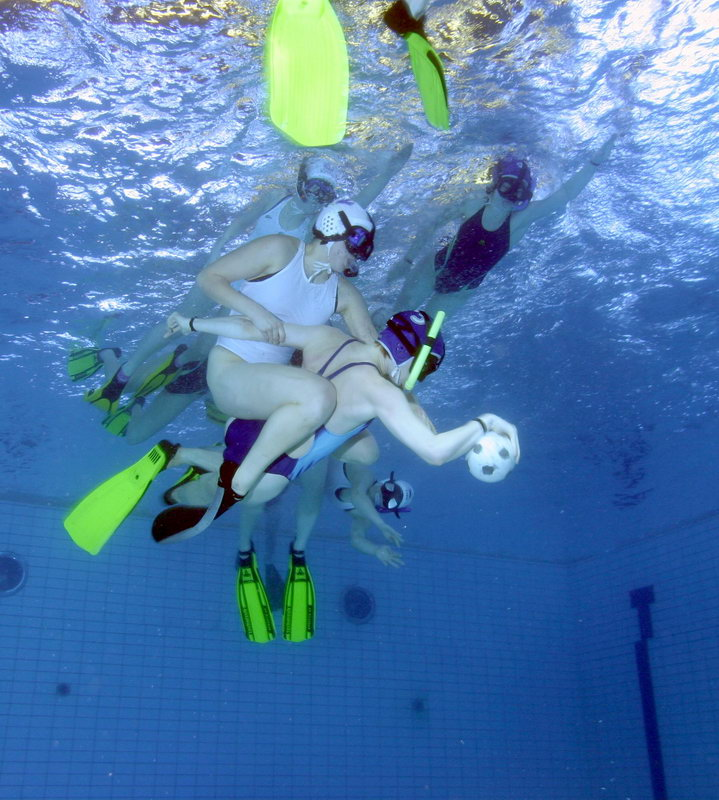
Một trận rugby dưới nước

Rugby dưới nước là môn thể thao dưới nước gồm hai đội tranh giành nhau quyền kiểm soát trái bóng nổi được (ruột là nước biển) và cố gắng đưa bóng vào một chiếc rổ kim loại đóng vai trò là khung thành đối phương ở đầu bể bơi. Môn này có nguồn gốc từ chế độ luyện tập thể lực trong các câu lạc bộ lặn của Đức những năm đầu thập niên 1960 và hầu như khác xa so với bóng rugby. Môn được CMAS công nhận năm 1978 và giải vô địch thế giới đầu tiên được tổ chức vào năm 1980.

### Săn cá dưới nước
Săn cá dưới nước (spearfishing) bao gồm việc săn tìm và bắt cá dưới mặt nước, sử dụng kỹ thuật nín thở và một bộ đồ bắt cá ví dụ như súng bắn xiên (speargun). Các vận động viên sẽ tranh tài với nhau trong một khoảng thời gian cố định.

## Thi đấu cấp độ quốc tế

### Thế vận hội
Chưa từng có môn thê thao dưới mặt nước nào được đưa vào thi đấu tại Thế vận hội, thậm chí với tư cách môn biểu diễn, mặc dù một số nội dung nín thở được diễn ra trong môn bơi - nội dung bơi dưới nước của nam tại Thế vận hội Mùa hè 1900 ở Paris và trong nội dung phóng xuống nước tính khoảng cách (plunge for distance) tại Thế vận hội Mùa hè 1904 ở St. Louis, Missouri. Trong thập kỷ 1950 và 1960, nhiều tổ chức như Amateur Athletic Union (Liên minh Thể thao Nghiệp dư) của Hoa Kỳ và International Underwater Spearfishing Association (Hiệp hội Săn cá dưới nước Quốc tế) vận động để đưa môn spearfishing vào chương trình Olympic. Vào năm 1968 người ta cho biết Ủy ban Olympic Quốc tế (IOC) đã chọn bơi nghệ thuật thay vì spearfishing. Vào năm 1999, bơi chân vịt hay lặn được xem xét có mặt trong chương trình Thế vận hội Mùa hè 2004 ở Athens, Hy Lạp. Sau đó vào năm 2002, các môn dưới mặt nước tiếp tục được IOC xem xét thêm vào Thế vận hội Mùa hè 2008 ở Bắc Kinh, Trung Quốc. Tuy nhiên nó cùng 8 môn khác bị từ chối vì lý do:
Các thống kê được xem xét dựa trên số liên đoàn đăng ký, số các quốc gia thi đấu ở các sự kiện lớn, và mức độ phủ sóng truyền thông và truyền hình các sự kiện lớn của hầu hết các môn thể thao được đệ trình lên đã không cho thấy mức độ tham gia thi đấu toàn cầu và sự quan tâm cao hơn các môn trong chương trình hiện tại, và do đó không thể được xem là sẽ mang tới thêm giá trị [cho Thế vận hội].

### Đại hội Thể thao Thế giới
Lặn xuất hiện tại Đại hội Thể thao Thế giới với tư cách môn thể thao phong trào kể từ năm kì đại hội đầu tiên.

### Đại hội Thể thao Thịnh vượng chung
Chưa từng có mô dưới mặt nước nào diễn ra tại Đại hội Thể thao Thịnh vượng chung hay có trong danh sách môn không bắt buộc. Tuy nhiên một số nước trong Khối Thịnh vượng chung tiến hành ít nhất một giải vô địch lặn chân vịt dưới tên Commonwealth Finswimming Championships và cả giải ở Hobart, Tasmania, Úc vào tháng 2 năm 2007.

### Đại hội Thể thao Sinh viên (Universiade)
Lặn được xếp là môn biểu diễn tại Universiade vào tháng 7 năm 2013.

### Các sự kiện đa môn khác
Các môn sau từng xuất hiện tại các sự kiện đa môn:
- Lặn - Đại hội Thể thao Trong nhà châu Á kể từ năm 2005, SEA Games vào năm 2009 và 2011, Đại hội Thể thao Bolivar 2013 và Đại hội Thể thao Bãi biển Bolivar 2014.[33][34][35]
- Lặn tự do - Đại hội Thể thao Bolivar 2013 và Đại hội Thể thao Bãi biển Bolivar 2014.[35][36]
- Săn cá dưới nước- Đại hội Thể thao Micronesia từ năm 2006, Đại hội Thể thao Bolivar 2013 và Đại hội Thể thao Bãi biển Bolivar 2014.[35][36][37][38]
- Chạy định hướng dưới nước - Đại hội Thể thao Nam Mỹ 1986.[39]